# ベアトリーチェ・ディ・ホーエンシュタウフェン
ベアトリーチェ・ディ・ホーエンシュタウフェン（Beatrice di Hohenstaufen、1260年 - 1307年）あるいはベアトリーチェ・ディ・シチリア（Beatrice di Sicilia）は、シチリアの王女。シチリア王マンフレーディと王妃ヘレナ・アンゲリナ・ドゥーカイナの娘。

## 生涯
母ヘレナ・アンゲリナ・ドゥーカイナはエピロス専制侯国の公女で、マンフレーディの2番目の妃だった。ベアトリーチェは、母ヘレナが18歳のときに生まれた。
1266年、父マンフレーディが戦死すると、母ヘレナはベアトリーチェらを連れて逃走しようとした。しかしベアトリーチェと母ヘレナや兄弟たちは囚われの身となり、敵方のシャルル・ダンジューによってカステル・デル・モンテ城（世界遺産になった）に監禁された。6歳の頃より解放されるまで、ベアトリーチェは牢獄の中で育てられた。
1284年のナポリ湾の海戦の後、ベアトリーチェはルッジェーロ・ディ・ラウリアによって解放された。その後、1286年にサルッツォ侯トンマーゾ1世の世子マンフレード4世と結婚した。1296年、マンフレード4世は父トンマーゾ1世の死によりサルッツォ侯位を継承した。1307年にベアトリーチェが亡くなると、マンフレード4世はイザベラ・ドーリアと再婚した。

## 子女
マンフレード4世との間に2子が生まれた。
- カテリーナ - バルジェ領主グリエルモ・エンガンナと結婚
- フェデリーコ1世（1287年 - 1336年） - サルッツォ侯